# Diaphoromyrma sofiae
Diaphoromyrma sofiae (лат.) — вид южноамериканских муравьёв подсемейства мирмицины (Myrmicinae), единственный в составе монотипического рода Diaphoromyrma. Эндемик Южной Америки: Бразилия (Баия, Санта-Крус-Кабралия). Длина блестящего тела рабочих муравьёв 2,09—2,48 мм. Окраска желтоватая. Усики 9-члениковые с 2-члениковой булавой. Клипеус широкий, округлый. Спина грудки (промезонотум) выпуклая трапециевидной (сверху) формы. 4-й абдоминальный стернит (фактически 1-й стернит брюшка) с парой уникальных округлых антеролатеральных углублений. Нижнечелюстные щупики 3-члениковые, нижнегубные щупики состоят из 2 сегментов. Длина головы 0,57—0,60 мм (ширина — 0,51—0,54 мм). Проподеум (заднегрудка) без шипиков, округлённая. Род предварительно включён в трибу Solenopsidini в качестве incertae sedis, наиболее близок к родам Allomerus и Diplomorium. Родовое название происходит от греческого слова διἀφορος (diaphoros) — «отличающийся, удивительный», так как по признаку брюшка этот таксон легко отличается от любых других мирмицин. Видовое название дано в честь бразильского мирмеколога Софии Кампиоло (Sofia Campiolo, Universidade Estadual de Santa Cruz, Bahia, Бразилия)
.